# Джон Янг
Джон Янг (англ. John Watts Young, 24 вересня 1930, Сан-Франциско, Каліфорнія — 5 січня 2018) — астронавт США.
Джон Янг пілотував космічні кораблі: «Джеміні», Аполлон-16 і «Спейс Шаттл» «Колумбія». Джон Янг був у другій трійці астронавтів, які вийшли на селеноцентричну орбіту (навколо Місяця). Джон Янг — дев'ятий астронавт, який спустився на поверхню Місяця.

## Освіта та військова служба
Джон Янг закінчив Вищу школу в Орландо (англ. Orlando), Флорида. У 1952 році він з відзнакою закінчив Технологічний Інститут Джорджії (англ. Georgia Institute of Technology) і одержав ступінь бакалавра аеронавтики. Після служби у Військово-морських силах США Янга було направлено до школи льотчиків-випробувачів нової техніки. З 1959 р. Янг служить у ВМС США за цим фахом.

## Астронавт
У вересні 1962 Джон Янг був відібраний у другу групу астронавтів США.

## Досягнення

### Джеміні

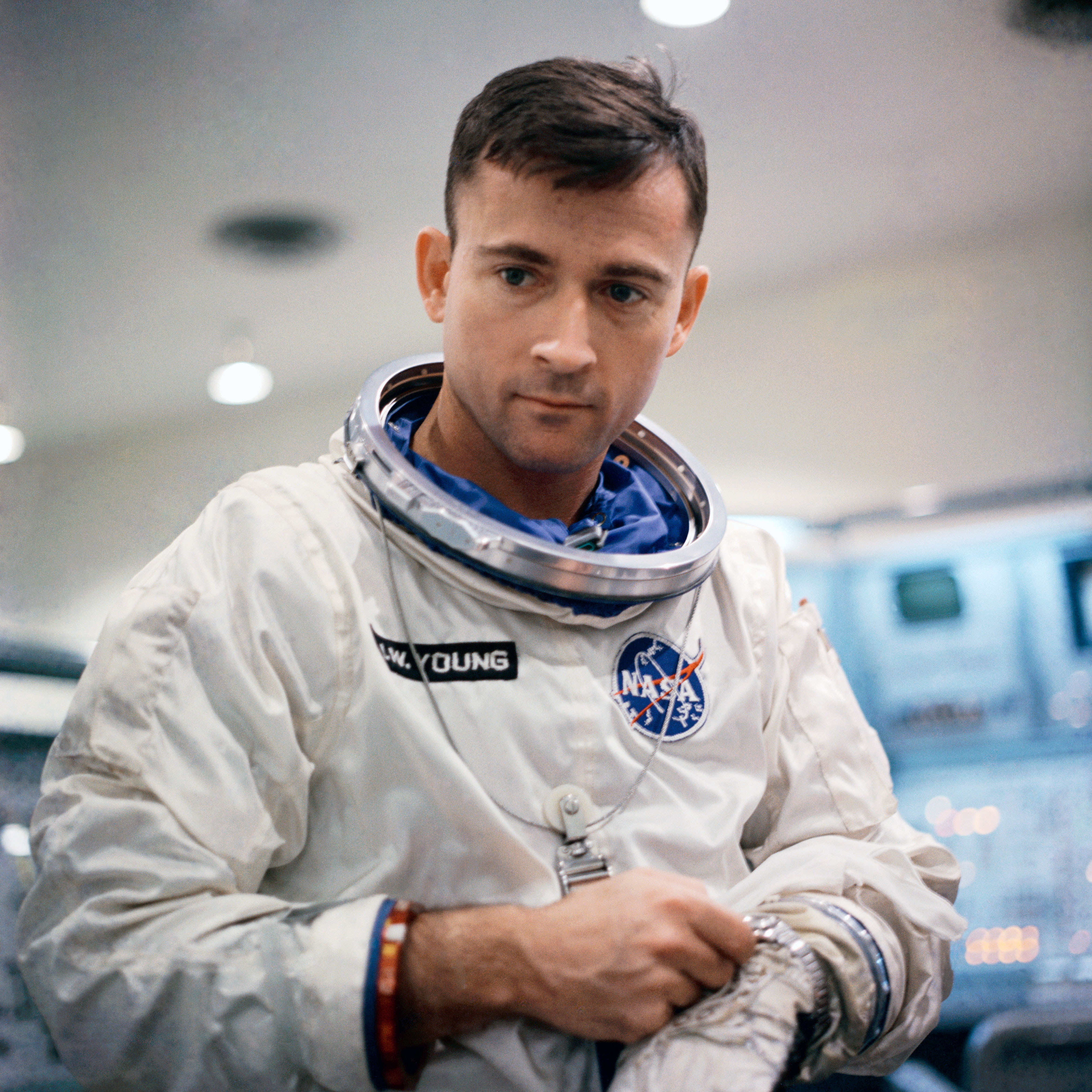
34-річний Янг під час Джеміні-3

Перший космічний політ Джон Янг здійснив спільно з Вірджілом Гріссомом на космічному кораблі «Джеміні-3» 23 березня 1965 року. Це був перший пілотований політ американського двомісного корабля за програмою «Джеміні». При поверненні на землю астронавтів чекав неприємний сюрприз: корабель відхилився від заданої траєкторії і приводнився в 84 кілометрах від розрахункової точки. Море було неспокійним, а знайшли їх тільки через півгодини. Незважаючи на всю передполітну підготовку, астронавти на собі відчули, що таке морська хвороба.
Другий політ Янг зробив в ролі командира Джеміні-10, 18-21 липня 1966 року.
| Космічні польоти Джона Янга                                      | Космічні польоти Джона Янга | Космічні польоти Джона Янга    | Космічні польоти Джона Янга | Космічні польоти Джона Янга |
| №                                                                | Дата запуску                | Пілотований космічний корабель | Функції                     | Тривалість                  |
| ---------------------------------------------------------------- | --------------------------- | ------------------------------ | --------------------------- | --------------------------- |
| 1                                                                | 23 березня 1965             | Джеміні-3                      | Другий пілот                | 4 години 53 хвилини         |
| 2                                                                | 18 липня 1966               | Джеміні-10                     | Командир                    | 70 годин 47 хвилин          |
| 3                                                                | 18 травня 1969              | Аполлон-10                     | Пілот Командного модуля     | 192 години 3 хвилини        |
| 4                                                                | 16 квітня 1972              | Аполлон-16                     | Командир                    | 265 годин 51 хвилина        |
| 5                                                                | 12 квітня 1981              | «Колумбія», STS-1              | Командир                    | 54 години 21 хвилину        |
| 6                                                                | 28 листопада 1983           | «Колумбія», STS-9              | Командир                    | 247 годин 47 хвилин         |
| Сумарна тривалість перебування в космосі — 835 годин 42 хвилини. |                             |                                |                             |                             |

- Перший астронавт, який здійснив 5 космічних польотів.
- Перший астронавт, який здійснив 6 космічних польотів..
- Дев'ятий астронавт, який ступив на поверхню Місяця.
- Зробив витків навколо Землі — 251.
- Витків навколо Місяця — 59;.
- Перебування на Місяці — 71 годин 2 хвилини.
- Перебування у відкритому космосі — 20 годин 14 хвилин (три виходи на Місяць).